# Gianluca Petecof
Gianluca de Castro Petecof (São Paulo, 14 november 2002) is een Braziliaans autocoureur. Tussen 2017 en 2021 maakte hij deel uit van de Ferrari Driver Academy, het opleidingsprogramma van het Formule 1-team van Ferrari.

## Autosportcarrière
Petecof begon zijn autosportcarrière in het karting in 2013 in Brazilië. Nadat hij een aantal nationale titels had gewonnen, ging hij vanaf 2016 in Europese kartkampioenschappen rijden. Zijn beste resultaat was hier een vijfde plaats in het wereldkampioenschap karting in 2016. Aan het eind van 2017 werd hij door Ferrari opgenomen in de Ferrari Driver Academy.
In 2018 maakte Petecof de overstap naar het formuleracing, waarin hij voor het Prema Powerteam uitkwam in zowel het ADAC- als het Italiaanse Formule 4-kampioenschap. In het ADAC-kampioenschap behaalde hij een podiumplaats tijdens het voorlaatste raceweekend op de Nürburgring en werd hij met 92 punten tiende in de eindstand. In het Italiaanse kampioenschap stond hij vijf keer op het podium, waaronder een overwinning tijdens het laatste raceweekend op het Circuit Mugello. Hier werd hij met 186 punten vierde achter Enzo Fittipaldi, Leonardo Lorandi en Olli Caldwell.
In 2019 bleef Petecof actief in beide Formule 4-kampioenschappen bij Prema. In het ADAC-kampioenschap won hij de seizoensopener op de Motorsport Arena Oschersleben en behaalde hij podiumplaatsen in vier andere races. Met 164 punten werd hij vijfde in de eindstand. In het Italiaanse kampioenschap won hij vier races op het Autodromo Vallelunga (tweemaal), het Misano World Circuit Marco Simoncelli en de Hungaroring en stond hij in vier andere races op het podium. Met 233 punten werd hij achter Dennis Hauger tweede in het klassement.
In 2020 stapte Petecof over naar het Formula Regional European Championship, waarin hij opnieuw voor Prema reed. Hij won vier races op Misano, het Circuit Paul Ricard en de Red Bull Ring (tweemaal) en stond in tien andere races op het podium. Pas in de laatste race op Vallelunga werd hij met 359 punten gekroond tot kampioen, waarmee hij zijn laatste concurrenten en teamgenoten Arthur Leclerc en Oliver Rasmussen achter zich wist te houden.
In 2021 maakte Petecof de overstap naar de Formule 2, waarin hij voor Campos Racing uitkomt. Dat jaar verliet hij tevens de Ferrari Driver Academy. Na twee racewekeenden, waarin zijn beste klassering een dertiende plaats op het Bahrain International Circuit was, had hij niet meer de financiële middelen om door te gaan in het kampioenschap. Later dat jaar keerde hij wel terug in de Formula Regional bij het team KIC Motorsport. Hij scoorde vijf punten met een achtste en een tiende plaats op Mugello en eindigde zo op plaats 22 in het klassement.